# Semiothisa sabularia
Semiothisa sabularia är en fjärilsart som beskrevs av Achille Guenée 1858. Semiothisa sabularia ingår i släktet Semiothisa och familjen mätare. Inga underarter finns listade i Catalogue of Life.